# 미오히푸스

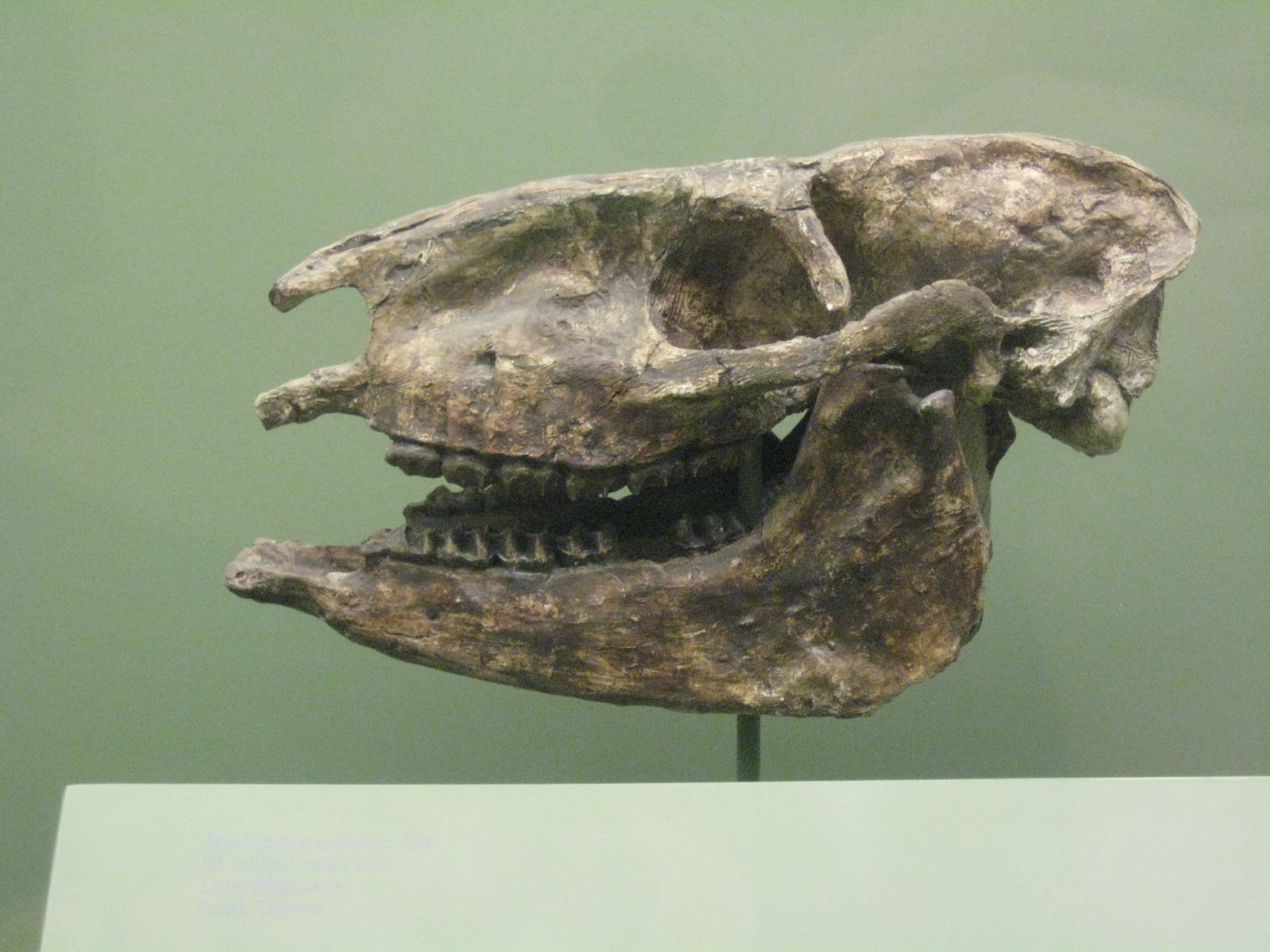

미오히푸스(Miohippus)는 신생대 제3기 올리고세와 마이오세인 약 3700만년 전부터 2600만년 전까지 북아메리카 대륙과 유라시아 대륙에서 생존한 멸종된 유제류 화석이다. 캐나다, 플로리다, 캘리포니아 등지에서 처음 화석이 발견되었다. 미오히푸스는 북아메리카 대륙에서만 15종의 변종이 나타났고, 마이오세 무렵에는 다양한 종류의 말로 진화하였다.

## 개요
메소히푸스 중 원시적인 종에게서 약 3700만 년 전에 갈라져 나온 종류로 몸집이 메소히푸스보다 조금 더 컸고 머리도 약간 더 길었다. 어금니의 돌기는 더 복잡하게 변하기 시작하였다. 미오히푸스는 메소히푸스와 약 800만 년을 같이 살았다. 메소히푸스는 올리고세 중기에 멸종했지만, 크기도 크고 속도가 빨랐던 미오히푸스는 좀 더 생존했다.
미오히푸스는 지역에 따라 변종들이 생겼는데 미국과 캐나다에서만 15종의 변종이 나타났다. 2500만년 전경에 미오히푸스의 일부는 유라시아대륙으로 진출했는데 첫 번째 그룹은 미오히푸스처럼 어금니가 낮은 상태로 유럽과 아시아로 진출해 1000만 년을 더 생존했다. 아시아로 진출한 일부 미오히푸스는 낮은 어금니를 가졌지만 덩치가 커져서 안키테리움(Anchitherium), 히포히푸스(Hypohippus), 메가히푸스(Megahippus) 등으로 진화했다. 이들은 선조격인 북아메리카 대륙의 미오히푸스와 상당시간 공존하였다.
이들보다 크기가 더 왜소해지고 척박한 환경에서도 생존할 수 있도록 진화된 아르케오히푸스 등도 있었지만 이들은 오래 생존하지 못했다. 학자에 따라서는 아르케오히푸스를 미오히푸스의 한 종류로 보기도 한다. 미오히푸스의 변종 중의 하나인 파라히푸스와 메리키푸스는 덩치가 월등하게 커졌지만, 이들은 나뭇잎을 먹는 대신 풀을 먹게 좋게 이빨도 가늘어졌다.

## 같이 보기
- 메소히푸스
- 파라히푸스
- 메리키푸스

1. ↑  Marsh, O. C. (1874년 5월). “Fossil Horses in America”. 《The American Naturalist》 (영어) 8 (5): 288–294. doi:10.1086/271317. ISSN 0003-0147.